# Kathedraal van Dunkeld

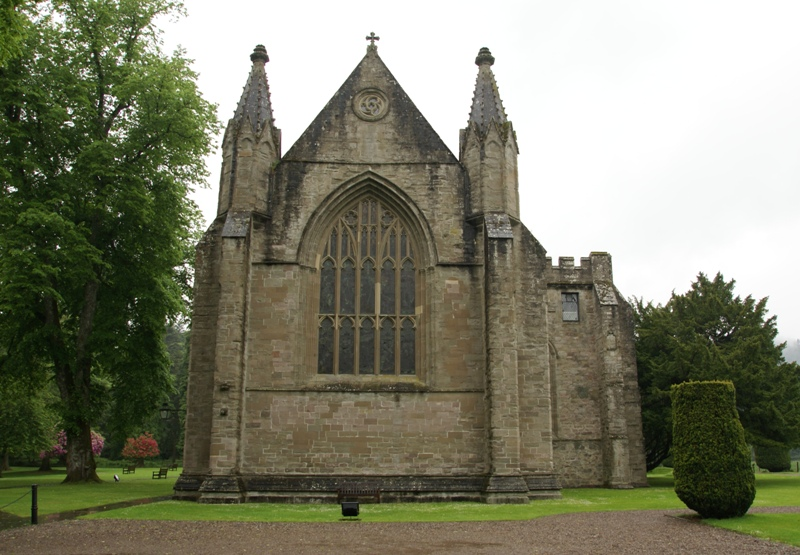
Het koor van Dunkeld Cathedral, de huidige parochiekerk, vanuit het oosten.

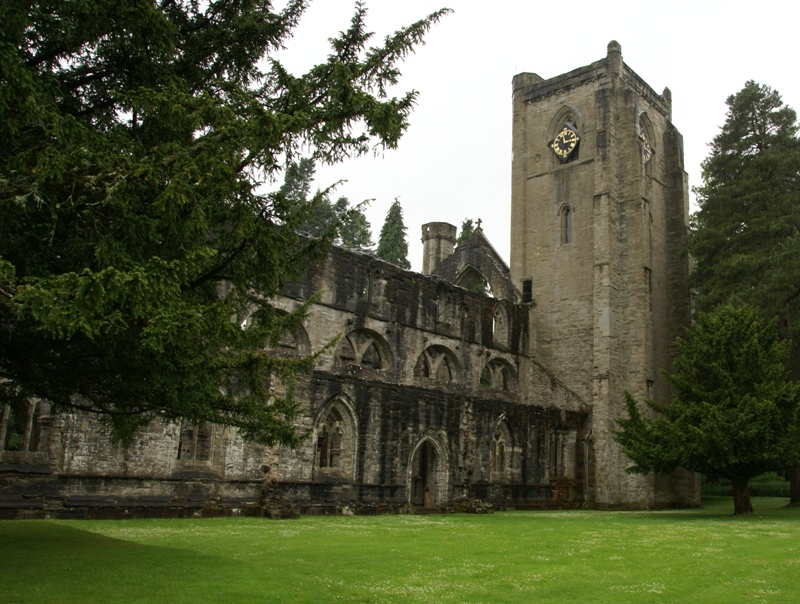
Het schip van Dunkeld Cathedral vanuit het noordoosten.

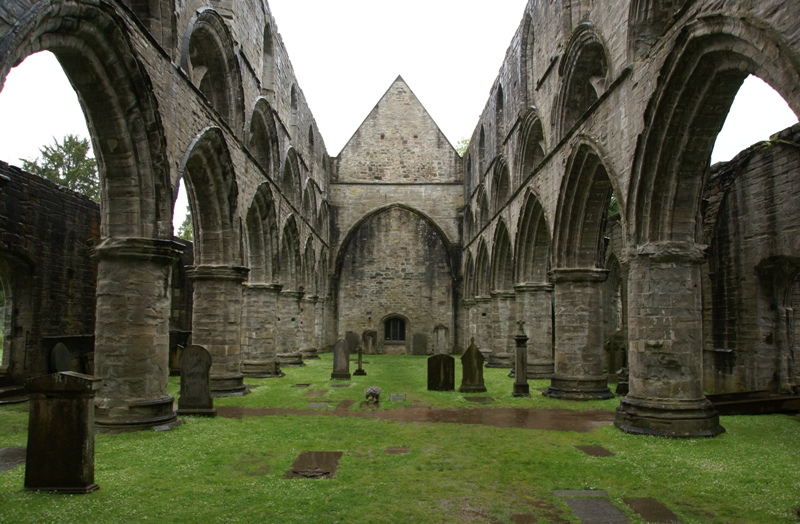
Interieur van het schip vanuit het westen.

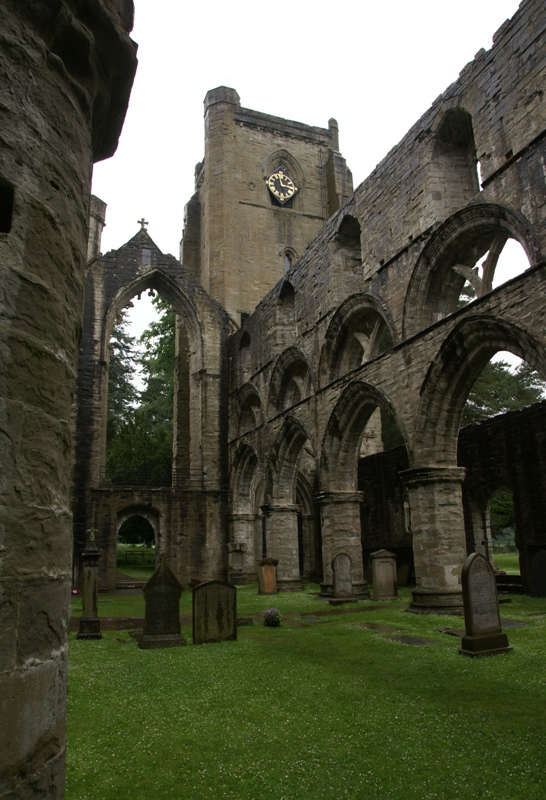
Interieur van het schip vanuit het oosten.

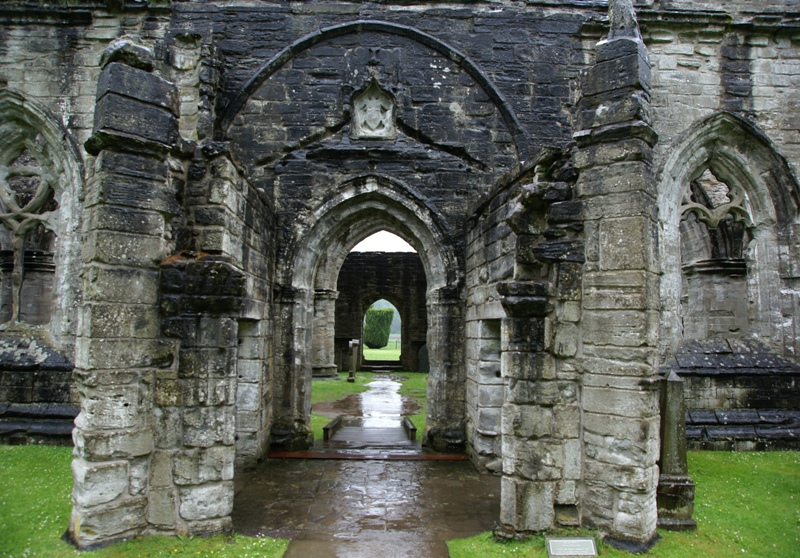
Het 15e-eeuwse zuidelijk portaal geeft toegang tot het schip.

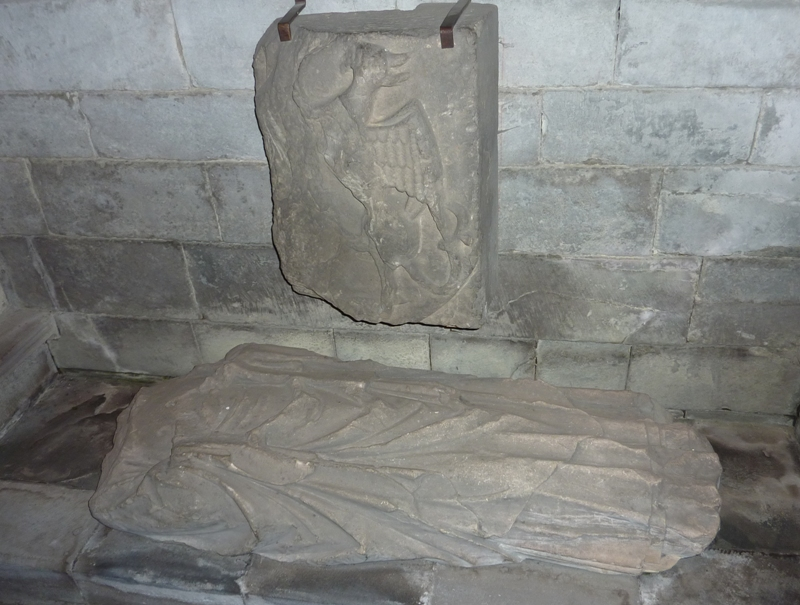
De gisant van bisschop Sinclair, de bouwer van het koor.

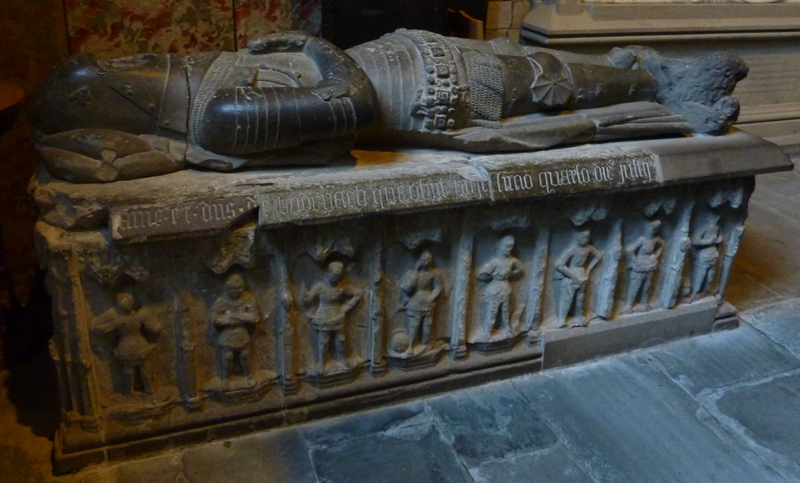
De tombe van de Wolf van Badenoch, broer van Robert III van Schotland.

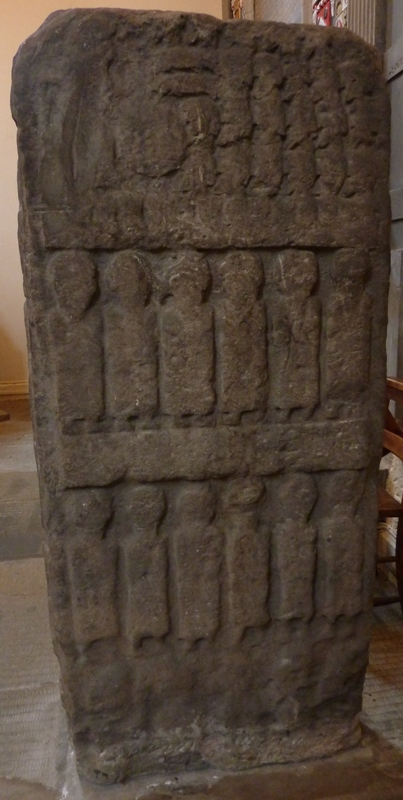
De Apostles' Stone is een Pictische steen die zijn naam dankt aan de afbeelding van twaalf menselijke figuren.

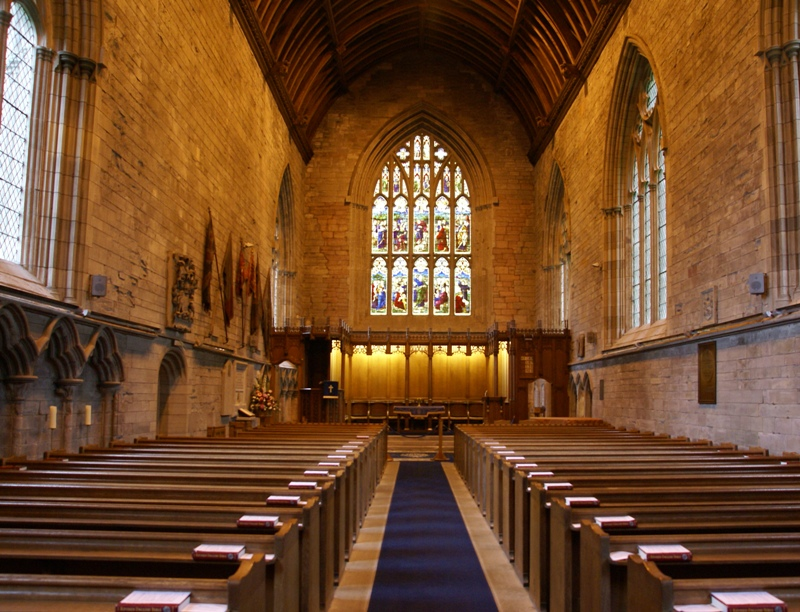
Het interieur van het koor, de huidige parochiekerk, kijkende naar het oosten waar de communietafel staat met daarachter het houten scherm ontworpen door Lorimer.

Dunkeld Cathedral is een van oorsprong dertiende-eeuwse, gotische kathedraal, gelegen in Dunkeld in de Schotse regio Perth and Kinross. Het grootste deel van de huidige kathedraal stamt uit de vijftiende eeuw. Het schip en de toren zijn een ruïne; het koor is sinds de reformatie in gebruik als parochiekerk van de Church of Scotland.

## Geschiedenis

### Stichting
In 730 stichtten keltische missionarissen, die bekendstonden als Culdees (dienaars van God) een klooster op de plaats van de huidige kathedraal. In 849 bracht Kenneth I van Schotland de relieken van Sint Columba van Iona Abbey naar Dunkeld. Hij maakte Dunkeld tot het administratief kerkelijk centrum van het land. De verplaatsing van de relikwieën van Iona naar Dunkeld lag waarschijnlijk aan het feit, dat Iona als eiland te veel risico liep om door Vikingen aangevallen te worden. Dunkeld trok dankzij de relieken van Sint Columba vele pelgrims aan. De eerste abt van Dunkeld stierf in 865.
In het midden van de tiende eeuw was de kerkelijke invloed van Dunkeld afgenomen en was St Andrews het nieuwe kerkelijke centrum van Schotland geworden. De abdij van Dunkeld bleef wel belangrijk, zo was bijvoorbeeld abt Crinan, die in 1045 in een strijd stierf, gehuwd met een dochter van Malcolm II. Hun zoon regeerde later als Duncan I. In 1099 werd Donald III vermoedelijk hier begraven; later werden zijn stoffelijke resten overgebracht naar Iona.
De laatste abt van Dunkeld was Ethelred, zoon van Malcolm III en Sint Margaretha. Deze abt was tevens graaf van Fife. In de eerste helft van de twaalfde eeuw ontstond een systeem van bisdommen. Voor Dunkeld betekende dit het eind van de functie van abt. Cormac werd benoemd tot eerste bisschop van Dunkeld, vermoedelijk in 1114.

### Vanaf de dertiende eeuw
In het midden van de dertiende eeuw werd begonnen aan de bouw van de kathedraal, waarvan een deel nog herkenbaar is in de huidige kathedraal. Deze kathedraal werd gewijd aan Sint Columba en verving vermoedelijk een oudere kerk. Het koor werd als eerste gecompleteerd en wel door bisschop William Sinclair (1309-1337). Hier stond het hoofdaltaar en waren de zitplaatsen voor de geestelijken.
De bouw van het schip werd in 1406 gestart door bisschop Robert Cardeny (1398-1437). Het schip werd uiteindelijk in 1464 afgebouwd toen Thomas Lauder bisschop was. Deze bisschop begon in 1457 ook aan de bouw van het kapittelgebouw. Dit gebouw kwam gereed in 1469. Bisschop Lauder begon ook te bouwen aan de toren aan de westzijde en het zuidelijke toegangsportaal. De toren kwam gereed gedurende de termijn dat Livingston bisschop was (van 1475 tot 1483).

### Reformatie
In 1560 maakte de reformatie een einde aan de katholieke diensten in Dunkeld Cathedral. Op bevel van de overheid werden in augustus van dat jaar alle beelden verwijderd. Ondanks het feit dat de overheid had bevolen het gebouw te ontzien, verwijderde de Laird van Caldeny niet lang daarna het dak van het schip voor eigen gebruik. Het koor werd door de lokale bevolking in gebruik genomen als parochiekerk.
Robert Crichton (1543-1571) was bisschop ten tijde van de reformatie en wilde in eerste instantie niet overgaan tot het gereformeerde geloof en werd in 1571 van zijn ambt ontheven. Hij veranderde uiteindelijk van inzicht en werd in 1584 wederom benoemd tot bisschop. Hij stierf in 1585. In 1689 werd de functie van bisschop afgeschaft en werd het gebouw aan de kroon.

### Slag om Dunkeld
Op 21 augustus 1696 had de Slag om Dunkeld plaats, waarin de Jacobieten, die Jacobus VII van Schotland steunden, vochten tegen de regeringstroepen van de covenanters, die Willem III van Oranje steunden. De regeringstroepen hadden zich verschanst in de kathedraal en in het nabijgelegen huis van de markies van Atholl. Gedurende de gehele dag vonden er straatgevechten plaats, waarbij vele gebouwen werden beschadigd of verbrand. Ook de kathedraal liep grote schade op. Uiteindelijk werden de Jacobieten verslagen. De aanvoerder van de regeringstroepen, luitenant-kolonel William Cleland sneuvelde echter tijdens deze slag en werd begraven in het schip van de kathedraal.

### Restauraties
In 1691, vijf jaar voor de slag om Dunkeld, had de markies van Atholl het koor laten repareren. In 1762 vonden er nieuwe restauraties plaats, waarbij onder andere de toren van een nieuw dak werd voorzien. Het schip bleef echter zonder dak.
In de periode 1814-1815 werd de kathedraal "gerestaureerd" door architect Archibald Elliott. Hij probeerde de kathedraal een meer "middeleeuwse uitstraling" te geven. Hierbij werd de ruïne van het schip gestabiliseerd en veel van de stenen versieringen van het koor werden vernieuwd.
In 1908 werd het interieur van het koor gerenoveerd, waarbij de houten galerijen verdwenen evenals de aankleding die aangebracht was bij de restauratie uit 1814-1815. De communietafel werd iets ten westen geplaatst van de plek waar vroeger het hoogaltaar stond. Ook werd er een nieuwe preekstoel geplaatst en een houten scherm, ontworpen door Lorimer.
In 1925 kwam het geruïneerde schip met toren in staatsbeheer.

## Bouw
Dunkeld Cathedral is anno 2009 architectonisch in twee delen te verdelen, namelijk het westelijk gelegen schip dat een ruïne is geworden en het oostelijk daarvan gelegen koor dat gerestaureerd en heringericht is als parochiekerk.

### Koor
De kathedraal is oost-westelijk georiënteerd met het koor aan het oostelijke uiteinde. Het koor is sinds de reformatie in gebruik als parochiekerk. In het midden van het koor bevindt zich aan de noordzijde het kapittelgebouw van twee verdiepingen. Dit gebouw doet eveneens dienst als sacristie en schatkamer. De onderste verdieping deed na de reformatie ook dienst als mausoleum van de graaf van Atholl. Aan de zuidmuur van het kapittelgebouw bevindt zich een grote gedenksteen voorzien van wapenschilden voor John, de tweede graaf en eerste markies van Atholl (1631-1703). Een beeld van John, de vierde hertog van Atholl, (1755-1830) staat ervoor. In een vitrine staan onder andere een aantal kelken en schalen, die gebruik werden in de diensten na 1745, en een bronzen bel uit de achtste of negende eeuw.

### Schip
Het dakloze schip heeft zowel aan de noord- als zuidzijde een zijbeuk. Het koor, dat aan de oostzijde aansluit op het schip, is even breed als het schip (zonder de zijbeuken). Aan de noordwestelijke zijde van het schip staat de toren van vier verdiepingen. Het dak van de toren is hersteld. De onderste verdieping van de toren werd voor de reformatie gebruikt als kerkelijke rechtbank. Op de muren zijn de resten te zien van schilderingen voorstellende het Salomonsoordeel en een vrouw die betrapt wordt bij het plegen van overspel. In de toren bevindt zich anno 2009 onder andere de middeleeuwse grafsteen van de kanunnik Alexander Douglas. Aan de zuidzijde van het schip, iets ten westen van het midden, bevindt zich het zuidelijke ingangsportaal. Recht ertegenover aan de noordzijde bevindt zich de noordelijke toegang, zonder portaal. Aan de westzijde bevindt zich de hoofdingang van het schip.

## Grafmonumenten
In de zuidmuur van het oostelijk uiteinde van het schip bevindt zich de graftombe van bisschop Robert Cardeny (1398-1437), die de bouw van het schip aanving.
In het koor, de huidige parochiekerk, bevindt zich een gisant zonder hoofd, die vermoedelijk van bisschop William Sinclair is. Sinclair was bisschop in de periode 1309-1337 en de bouwer van het koor.
Achter het houten scherm in het koor bevindt zich de tombe met gisant van Alexander Stewart, graaf van Buchan. Hij was zoon van Robert II van Schotland en broer van Robert III van Schotland. Stewart werd geboren rond 1343 en stierf in 1405. Hij was bijgenaamd de Wolf of Badenoch. In 1390 verbrandde hij uit wraak Elgin, inclusief Elgin Cathedral, en Forres. Hij deed dit in reactie op zijn excommunicatie wegens het verlaten van zijn wettelijke vrouw en het gaan samenwonen met zijn minnares. Later deed hij boete voor zijn zonden en werd zijn excommunicatie door de kerk ongedaan gemaakt.

## Pictische stenen
De Apostles' Stone (Apostelensteen), die in het koor staat, is een klasse II Pictische steen en stamt uit de achtste of negende eeuw. De steen maakte oorspronkelijk deel uit van een groter kruis. Aan één zijde zijn twaalf menselijke figuren te zien, die geassocieerd werden met de twaalf apostelen. De steen toont eigenlijk een veldslag. Verder is Daniël in de leeuwenkuil te zien en het verhaal van de broden en de vissen.
In het kapittelgebouw bevindt zich een klasse III pictische steen die stamt uit de achtste of negende eeuw. Slechts één zijde is bewerkt en wel met een simpel kruis. In 1729 werd de steen hergebruikt als grafsteen; de steen is toen vermoedelijk kleiner gemaakt.

## Beheer
Het schip, het zuidportaal en de westelijke toren van Dunkeld Cathedral worden beheerd door Historic Scotland. De Church of Scotland beheert het koor, dat als parochiekerk dient.